# Кожевников, Андрей Вячеславович
Андре́й Вячесла́вович Коже́вников (род. 20 августа 1982) — российский легкоатлет, специалист по стипльчезу. Выступал на профессиональном уровне в 2000-х годах, чемпион России в беге на 3000 метров с препятствиями, победитель и призёр первенств всероссийского значения, участник чемпионата Европы в Гётеборге. Представлял Москву и Пензенскую область.

## Биография
Андрей Кожевников родился 20 августа 1982 года. Занимался лёгкой атлетикой под руководством тренеров А. Н. Гордеева, М. В. Вдовина.
Впервые заявил о себе в лёгкой атлетике на всероссийском уровне в сезоне 2001 года, когда в беге на 3000 метров с препятствиями одержал победу на чемпионате России среди юниоров в Казани.
В 2002 году в стипльчезе получил серебро на Кубке России в Туле, победил на молодёжном международном турнире в Швеции и на чемпионате России среди студентов в Брянске, занял шестое место на чемпионате России в Чебоксарах.
В 2003 году был лучшим на молодёжном всероссийском первенстве в Чебоксарах, стал серебряным призёром на всероссийских соревнованиях в Туле, взял бронзу на Мемориале братьев Знаменских в Туле и на Мемориале Куца в Москве.
В 2004 году вновь выиграл молодёжное всероссийское первенство в Чебоксарах, финишировал шестым на чемпионате России в Туле.
В 2005 году победил на открытом чемпионате Москвы, на Мемориале Куца в Москве и на Кубке России в Туле, показал пятый результат на чемпионате России в Туле.
В 2006 году в беге на 3000 метров с препятствиями превзошёл всех соперников на зимнем чемпионате России в Москве и на летнем чемпионате России в Туле, занял седьмое место на Кубке Европы в Малаге. Благодаря череде удачных выступлений удостоился права защищать честь страны на чемпионате Европы в Гётеборге — на предварительном квалификационном этапе стипльчеза показал результат 8:33.00, чего оказалось недостаточно для выхода в финал.
В 2007 году выиграл серебряные медали на всероссийских соревнованиях в Сочи, на Кубке России в Туле и на чемпионате России среди военнослужащих в Самаре.
Завершил спортивную карьеру по окончании сезона 2009 года.